# Paraclimbing-Weltcup 2021
Der Paraclimbing-Weltcup 2021 (offiziell IFSC Paraclimbing World Cup 2021) war die achte Saison des Paraclimbing-Weltcups. Im Vorjahr hatten aufgrund der COVID-19-Pandemie keine Wettbewerbe stattgefunden.

## Ablauf
Die Lead-Wettkämpfe fanden in je zehn verschiedenen Kategorien für Männer und Frauen statt.
| 22. – 24. Juni    | Innsbruck   |
| 00.#–15. Juli     | Briançon    |
| 09. – 10. Oktober | Los Angeles |

## Ergebnisse
Wenn ein Wettbewerb in einer Kategorie nicht stattfindet, beispielsweise wegen zu geringer Teilnehmerzahl, werden die Athletinnen und Athleten einer anderen Kategorie zugewiesen (Merging).

### Frauen
| B10 | Wettkampf   | 1. Platz        | 2. Platz        | 3. Platz        |
| --- | ----------- | --------------- | --------------- | --------------- |
| B10 | Innsbruck   | In Kategorie B3 | In Kategorie B3 | In Kategorie B3 |
| B10 | Briançon    | In Kategorie B3 | In Kategorie B3 | In Kategorie B3 |
| B10 | Los Angeles | In Kategorie B3 | In Kategorie B3 | In Kategorie B3 |

| B20 | Wettkampf   | 1. Platz        | 2. Platz        | 3. Platz        |
| --- | ----------- | --------------- | --------------- | --------------- |
| B20 | Innsbruck   | In Kategorie B3 | In Kategorie B3 | In Kategorie B3 |
| B20 | Briançon    | In Kategorie B3 | In Kategorie B3 | In Kategorie B3 |
| B20 | Los Angeles | In Kategorie B3 | In Kategorie B3 | In Kategorie B3 |

| B30 | Wettkampf   | 1. Platz          | 2. Platz              | 3. Platz      |
| --- | ----------- | ----------------- | --------------------- | ------------- |
| B30 | Innsbruck   | Edith Scheinecker | Iben Kongsvik Paulsen | Nadia Bredice |
| B30 | Briançon    | Edith Scheinecker | Michelle Corti        | Tanja Glusic  |
| B30 | Los Angeles | Edith Scheinecker | Tanja Glusic          | Ionela Grecu  |

| AL1 | Wettkampf   | 1. Platz         | 2. Platz         | 3. Platz         |
| --- | ----------- | ---------------- | ---------------- | ---------------- |
| AL1 | Innsbruck   | in Kategorie RP1 | in Kategorie RP1 | in Kategorie RP1 |
| AL1 | Briançon    | in Kategorie RP1 | in Kategorie RP1 | in Kategorie RP1 |
| AL1 | Los Angeles | in Kategorie RP1 | in Kategorie RP1 | in Kategorie RP1 |

| AL2 | Wettkampf   | 1. Platz         | 2. Platz         | 3. Platz         |
| --- | ----------- | ---------------- | ---------------- | ---------------- |
| AL2 | Innsbruck   | In Kategorie RP3 | In Kategorie RP3 | In Kategorie RP3 |
| AL2 | Briançon    | In Kategorie RP3 | In Kategorie RP3 | In Kategorie RP3 |
| AL2 | Los Angeles | Hannah McFadden  | Emily Gray       | Jaqueline Fritz  |

| AU1 | Wettkampf   | 1. Platz         | 2. Platz         | 3. Platz         |
| --- | ----------- | ---------------- | ---------------- | ---------------- |
| AU1 | Innsbruck   | In Kategorie RP1 | In Kategorie RP1 | In Kategorie RP1 |
| AU1 | Briançon    | In Kategorie RP1 | In Kategorie RP1 | In Kategorie RP1 |
| AU1 | Los Angeles | In Kategorie RP2 | In Kategorie RP2 | In Kategorie RP2 |

| AU2 | Wettkampf   | 1. Platz         | 2. Platz         | 3. Platz         |
| --- | ----------- | ---------------- | ---------------- | ---------------- |
| AU2 | Innsbruck   | Solenne Piret    | Melinda Vigh     | Lucia Capovilla  |
| AU2 | Briançon    | In Kategorie RP2 | In Kategorie RP2 | In Kategorie RP2 |
| AU2 | Los Angeles | Solenne Piret    | Lucia Capovilla  | Maureen Beck     |

| RP1 | Wettkampf   | 1. Platz            | 2. Platz         | 3. Platz             |
| --- | ----------- | ------------------- | ---------------- | -------------------- |
| RP1 | Innsbruck   | Pavitra Vandenhoven | Eva Mol          | Marta Peche Salinero |
| RP1 | Briançon    | Pavitra Vandenhoven | Eva Mol          | Marta Peche Salinero |
| RP1 | Los Angeles | In Kategorie RP2    | In Kategorie RP2 | In Kategorie RP2     |

| RP2 | Wettkampf   | 1. Platz         | 2. Platz            | 3. Platz           |
| --- | ----------- | ---------------- | ------------------- | ------------------ |
| RP2 | Innsbruck   | in Kategorie RP3 | in Kategorie RP3    | in Kategorie RP3   |
| RP2 | Briançon    | Solenne Piret    | Jasmin Plank        | Lucia Capovilla    |
| RP2 | Los Angeles | Jasmin Plank     | Pavitra Vandenhoven | Emily Seelenfreund |

| RP3 | Wettkampf   | 1. Platz                | 2. Platz                | 3. Platz       |
| --- | ----------- | ----------------------- | ----------------------- | -------------- |
| RP3 | Innsbruck   | Lucie Jarrige           | Christiane Luttikhuizen | Katharina Ritt |
| RP3 | Briançon    | Christiane Luttikhuizen | Lucie Jarrige           | Elisa Martin   |
| RP3 | Los Angeles | Katharina Ritt          | Madisyn Taute           | Eliana Wallack |

### Männer
| B10 | Wettkampf   | 1. Platz                        | 2. Platz        | 3. Platz                    |
| --- | ----------- | ------------------------------- | --------------- | --------------------------- |
| B10 | Innsbruck   | Francisco Javier Aguilar Amoedo | Razvan Nedu     | Angelo Sebastian Simionescu |
| B10 | Briançon    | In Kategorie B3                 | In Kategorie B3 | In Kategorie B3             |
| B10 | Los Angeles | Koichiro Kobayashi              | Razvan Nedu     | Jesse Dufton                |

| B20 | Wettkampf   | 1. Platz          | 2. Platz         | 3. Platz                 |
| --- | ----------- | ----------------- | ---------------- | ------------------------ |
| B20 | Innsbruck   | Raul Simon Franco | Simone Salvagnin | Guillermo Pelegrín Gómez |
| B20 | Briançon    | In Kategorie B3   | In Kategorie B3  | In Kategorie B3          |
| B20 | Los Angeles | In Kategorie B3   | In Kategorie B3  | In Kategorie B3          |

| B30 | Wettkampf         | 1. Platz             | 2. Platz      | 3. Platz         |
| --- | ----------------- | -------------------- | ------------- | ---------------- |
| B30 | Innsbruck         | –                    | –             | –                |
| B30 | Briançon          | Cosmin Florin Candoi | Razvan Nedu   | Simone Salvagnin |
| B30 | Los Angeles       | Simone Salvagnin     | Connor Gearey | –*               |
| B30 | *nur zwei Starter |                      |               |                  |

| AL1 | Wettkampf   | 1. Platz         | 2. Platz         | 3. Platz         |
| --- | ----------- | ---------------- | ---------------- | ---------------- |
| AL1 | Innsbruck   | in Kategorie RP1 | in Kategorie RP1 | in Kategorie RP1 |
| AL1 | Briançon    | in Kategorie RP1 | in Kategorie RP1 | in Kategorie RP1 |
| AL1 | Los Angeles | in Kategorie RP1 | in Kategorie RP1 | in Kategorie RP1 |

| AL2 | Wettkampf   | 1. Platz        | 2. Platz                 | 3. Platz            |
| --- | ----------- | --------------- | ------------------------ | ------------------- |
| AL2 | Innsbruck   | Thierry Delarue | Albert Guardia Ferrer    | Frederik Leys       |
| AL2 | Briançon    | Thierry Delarue | Urko Carmona Barandiaran | Iván Germán Pascual |
| AL2 | Los Angeles | Frederik Leys   | Jake Sanchez             | Colin Torpey        |

| AU1 | Wettkampf   | 1. Platz         | 2. Platz         | 3. Platz         |
| --- | ----------- | ---------------- | ---------------- | ---------------- |
| AU1 | Innsbruck   | In Kategorie RP1 | In Kategorie RP1 | In Kategorie RP1 |
| AU1 | Briançon    | in Kategorie RP1 | in Kategorie RP1 | in Kategorie RP1 |
| AU1 | Los Angeles | in Kategorie RP1 | in Kategorie RP1 | in Kategorie RP1 |

| AU2 | Wettkampf   | 1. Platz         | 2. Platz         | 3. Platz         |
| --- | ----------- | ---------------- | ---------------- | ---------------- |
| AU2 | Innsbruck   | in Kategorie RP2 | in Kategorie RP2 | in Kategorie RP2 |
| AU2 | Briançon    | in Kategorie RP2 | in Kategorie RP2 | in Kategorie RP2 |
| AU2 | Los Angeles | in Kategorie RP2 | in Kategorie RP2 | in Kategorie RP2 |

| RP1 | Wettkampf   | 1. Platz        | 2. Platz         | 3. Platz         |
| --- | ----------- | --------------- | ---------------- | ---------------- |
| RP1 | Innsbruck   | Bastien Thomas  | Angelino Zeller  | Korbinian Franck |
| RP1 | Briançon    | Angelino Zeller | Korbinian Franck | Sebastian Depke  |
| RP1 | Los Angeles | Angelino Zeller | Korbinian Franck | Tanner Cislaw    |

| RP2 | Wettkampf   | 1. Platz          | 2. Platz          | 3. Platz       |
| --- | ----------- | ----------------- | ----------------- | -------------- |
| RP2 | Innsbruck   | Mor Michael Sapir | Kevin Bartke      | Isak Ripman    |
| RP2 | Briançon    | Bastien Thomas    | Mor Michael Sapir | Kevin Bartke   |
| RP2 | Los Angeles | Mor Michael Sapir | Manikandan Kumar  | Brian Zerzuela |

| RP3 | Wettkampf   | 1. Platz        | 2. Platz          | 3. Platz         |
| --- | ----------- | --------------- | ----------------- | ---------------- |
| RP3 | Innsbruck   | Mathieu Besnard | Jamie Barendrecht | Gregor Selak     |
| RP3 | Briançon    | Romain Pagnoux  | Mathieu Besnard   | Iman Edrisi      |
| RP3 | Los Angeles | Micah Winkle    | Jared Lenahan     | Shamus Boulianne |